# Otto Wendt
Otto Wendt, född 26 juni 1890 i Perstorp, död 31 januari 1978 i Perstorp, var en svensk företagsledare.
Otto Wendt var äldste son till Wilhelm Wendt och en i en barnskara på 12 barn. Han utbildade sig till civilingenjör vid Kungliga Tekniska Högskolan i Stockholm. Han övertog ledningen för familjens företag Skånska Ättikfabriken AB, senare Perstorp AB, sedan fadern avlidit i en olycka i en av företagets fabriker 1924. Han ledde företaget till 1955 och efterträddes då av sin svåger Olle Nauclér, men fortsatte som styrelseordförande. 
Otto Wendt var gift med Anna Parment (1900–1979), tillsammans fick de fyra barn, Leni, Kristian, Carl-Johan och Otto Jr. Makarna Wendt är begravda på Perstorps gamla kyrkogård.